# Bataille de la production
 (juillet 2025).
La mise en forme du texte ne suit pas les recommandations de Wikipédia : il faut le « wikifier ».
Les points d'amélioration suivants sont les cas les plus fréquents. Le détail des points à revoir est peut-être précisé sur la page de discussion.
- Les titres sont pré-formatés par le logiciel. Ils ne sont ni en capitales, ni en gras.
- Le texte ne doit pas être écrit en capitales (les noms de famille non plus), ni en gras, ni en italique, ni en « petit »…
- Le gras n'est utilisé que pour surligner le titre de l'article dans l'introduction, une seule fois.
- L'italique est rarement utilisé : mots en langue étrangère, titres d'œuvres, noms de bateaux, etc.
- Les citations ne sont pas en italique mais en corps de texte normal. Elles sont entourées par des guillemets français : « et ».
- Les listes à puces sont à éviter, des paragraphes rédigés étant largement préférés. Les tableaux sont à réserver à la présentation de données structurées (résultats, etc.).
- Les appels de note de bas de page (petits chiffres en exposant, introduits par l'outil «  Source ») sont à placer entre la fin de phrase et le point final[comme ça].
- Les liens internes (vers d'autres articles de Wikipédia) sont à choisir avec parcimonie. Créez des liens vers des articles approfondissant le sujet. Les termes génériques sans rapport avec le sujet sont à éviter, ainsi que les répétitions de liens vers un même terme.
- Les liens externes sont à placer uniquement dans une section « Liens externes », à la fin de l'article. Ces liens sont à choisir avec parcimonie suivant les règles définies. Si un lien sert de source à l'article, son insertion dans le texte est à faire par les notes de bas de page.
- La présentation des références doit suivre les conventions bibliographiques. Il est recommandé d'utiliser les modèles {{Ouvrage}}, {{Chapitre}}, {{Article}}, {{Lien web}} et/ou {{Bibliographie}}. Le mode d'édition visuel peut mettre en forme automatiquement les références.
- Insérer une infobox (cadre d'informations à droite) n'est pas obligatoire pour parachever la mise en page.

Pour une aide détaillée, merci de consulter Aide:Wikification.
Si vous pensez que ces points ont été résolus, vous pouvez retirer ce bandeau et améliorer la mise en forme d'un autre article.

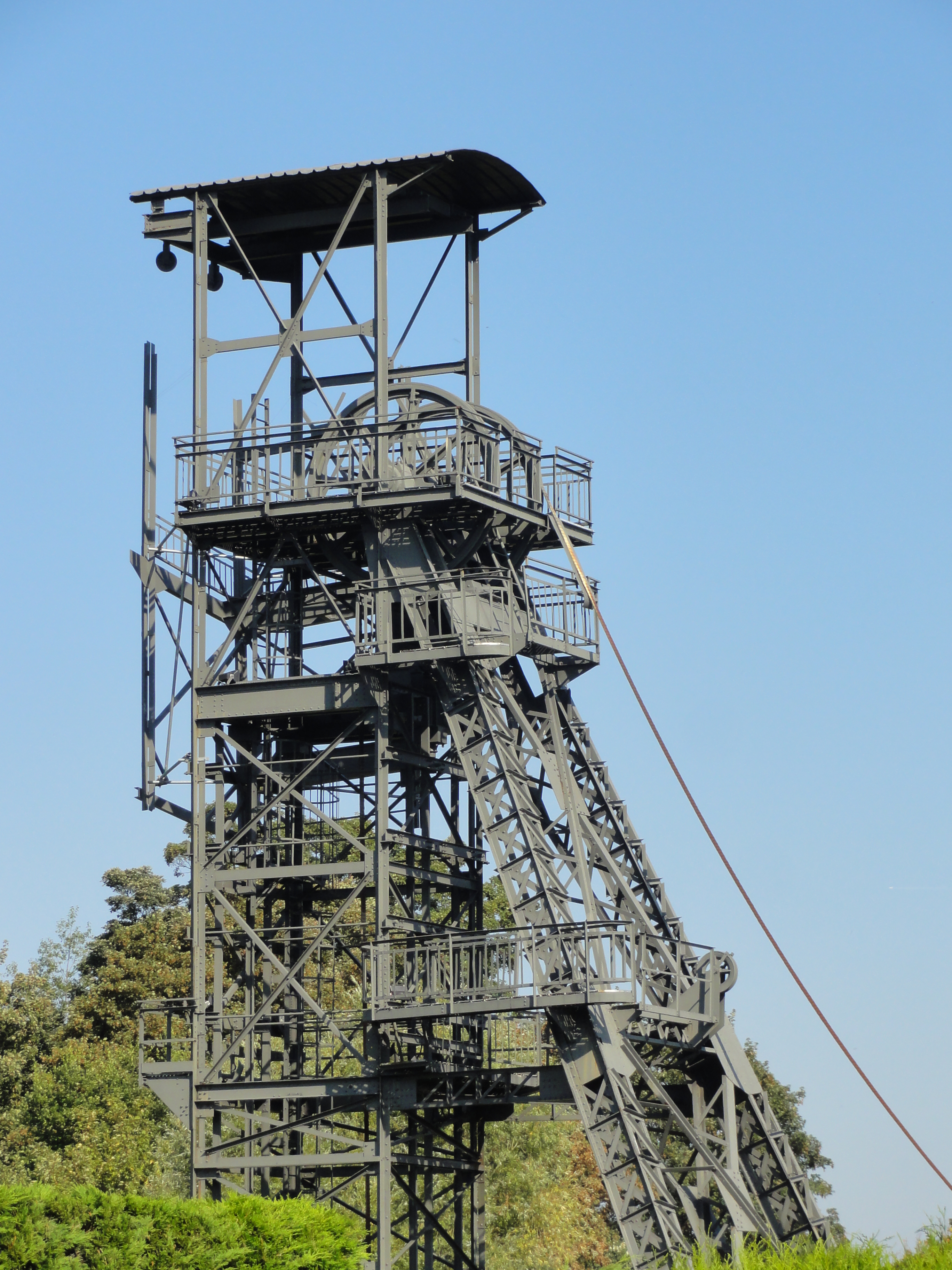
La fosse no 2 des mines de Marles, fermée en 1974.

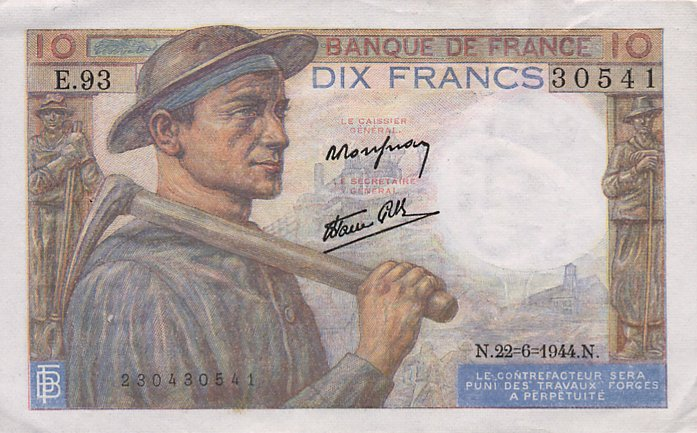
Le billet de 10 francs Mineur de 1941.

La bataille de la production, appelée aussi bataille du charbon, est l'épisode principal de la reconstruction de la France après la Seconde Guerre mondiale, destiné à pallier les graves pénuries d'électricité causant les difficultés alimentaires, l'industrie et les transports tournant au ralenti, faute de combustible en France et chez ses principaux fournisseurs d’avant-guerre.
La production allemande de charbon a été divisée par cinq et l'Angleterre est devenue importatrice, à une époque où le pétrole est encore rare et le nucléaire inexistant. Cette bataille, magnifiée par les journalistes, peintres, cinéastes et écrivains, qui font l'éloge des « gueules noires », nouveaux héros de la France du travail qui « sauvent le pays », démarre dès septembre 1944 pour approvisionner l’effort de guerre, puis dure en raison du manque de matériel ferroviaire, détruit par les bombardements, la production française de charbon ayant chuté de 40 % en six ans : de 48 millions de tonnes en 1938 à seulement 30 millions en 1944, avant de remonter à 48 millions en 1946, puis 51 millions en 1949 et 59 millions de tonnes en 1959, dont les deux tiers dans le bassin minier du Nord-Pas-de-Calais, qui employait aussi deux tiers de l'effectif des mineurs depuis 1945. La production industrielle française dépend étroitement du charbon : au début de 1944, elle n'atteint que 55 % de son niveau de 1938 puis en novembre-décembre 1944 tombe à 35 %, avant de remonter à 42 % en mai 1945, puis 90 % en mai 1946, 106 % en mai 1947 et 117 % en mai 1948.
Dès janvier 1945 il est demandé aux mineurs de travailler le dimanche, payés au rendement, en mode stakhanoviste, « au détriment de leur santé », ce qui déclenche une succession de grèves durant toute l’année 1945 dans le sillage de celle de 1941 pendant l'Occupation, avec le soutien de dirigeants de la Confédération générale du travail (CGT) et du Parti communiste français (PCF) exigeant un durcissement immédiat de l’épuration contre l’encadrement minier ayant poussé à la production sous l’occupation allemande.
Des milliers de prisonniers allemands peu qualifiés sont réquisitionnés pour pallier la Reemigracja, vaste migration de polonais organisée dès 1945 pour participer à la reconstruction de ce pays devenu communiste, dont 5 000 mineurs de fond issus de l'immigration polonaise dans le bassin minier du Nord-Pas-de-Calais. La France veut de son côté éviter le scénario de l’après-guerre précédent, quand les mines du Nord noyées par l'Allemagne en 1918 n’avaient pu rouvrir qu’en 1924.
À partir de 1946, les grèves cessent, dans le sillage des lois nationalisant les mines et mettant en place des œuvres sociales, un relèvement des salaires et le statut du mineur de fond en France, qui "compense les pressions individuelles ou collectives pour la production" , mais elles reprennent fin novembre 1947, annonçant la longue et très dure grève des mineurs de 1948.

## Origine et paternité de «la bataille»

### Origine soviétique
Le stakhanovisme, campagne de propagande soviétique en URSS faisant l'apologie d'un travailleur très productif, vient du nom du mineur « de choc » Alekseï Stakhanov qui, dans la nuit du 30 au 31 août 1935, aurait extrait 102 tonnes de charbon en six heures, soit 14 fois le quota demandé à chaque mineur, record décidé par le gouvernement soviétique sous Joseph Staline pour servir de modèle aux autres salariés à la fin des années 1930 en URSS.

### Origine française et belge
- L'appel du 28 août 1944 du leader syndical Henri Martel à la radio de Londres à "intensifier la production de guerre et hâter la libération (…) la joie au cœur", souligne que les mineurs ont su "garder, les armes à la main, les mines et les installations de surface contre la volonté dévastatrice" de l'Allemagne, qui avait noyé les mines du Nord en 1918.
- L’hebdo CGT La Vie ouvrière du 5 octobre 1944 publie extrait du rapport de Benoît Frachon, sous le titre: «Il faut gagner la bataille de la production »[4].
- « Il faut que notre pays redevienne fort, puissant, indépendant. Pour cela, nous devons maintenant gagner une autre bataille du charbon » écrit le syndicaliste CGT Léon Delfosse dans La Tribune des mineurs du 12 mai 1945.
- « Il faut que partout dans nos fosses, dans nos usines se crée une mystique de la production, gage de notre foi en l’avenir », écrira-t-il aussi plus tard[8],[9].
- « Depuis la Libération nous assistons à une véritable bataille, à propos de ce que l’on appelle la bataille du charbon. Tous les journaux s’en occupent, tout le monde en parle » explique en page de garde, une brochure belge de 1945 titrée "L’angoissant problème du charbon"[10].
- "La bataille pour la production est la bataille pour l'avenir de la classe ouvrière française. Nous la conduisons comme nous avons conduit celle de la libération nationale", déclare le 25 mars 1946 le ministre de la production industrielle Marcel Paul au congrès des travailleurs du textile, en réclamant l'attribution de 500 000 à 600 000 tonnes mensuelles du charbon de la Ruhr, notamment pour les besoins de la sidérurgie[11].
- « La bataille du charbon est engagée », titre la revue Nord industriel et charbonnier le 13 juillet 1946.

## L’offre de charbon laminée et les importations éteintes, malgré l’énorme demande

### La demande explose: le charbon pèse 95% de l'énergie et EDF en consomme deux fois plus
En 1945, le charbon représente 95 % de l'énergie. La France n'a pas de nucléaire, le gaz, le pétrole, et l'énergie hydraulique sont encore peu développés. Les prix de vente du charbon sont maintenus bas par les gouvernements européens, afin d’encourager une reprise rapide de la production électrique, nécessaire pour opérer la reconstruction sans les retards qui avaient eu de graves conséquences après la guerre de 14-18. Alors que la demande d'électricité flambe, dépassant rapidement le niveau de consommation du temps de paix, ces prix bas du charbon prolongent sa pénurie sur le marché mondial, qui ne se résorbera que peu à peu, par appel au charbon américain, tandis que les barrages hydrauliques souffrent eux aussi de problèmes dus à l'Occupation. Du coup, la consommation de charbon français pour l'électricité représente en 1947 le double de celle de 1938. Les petits clients récupèrent les mauvais charbons, peu caloriques, car ils passent après EDF, et font le plus souvent les frais d’une extraction charbonnière française, qui a baissé aussi en qualité. Dans les ports, 80 % des quais ont été dévastés par les bombardements, qui ont aussi visé les chantiers navals, raffineries de pétrole, usines chimiques, et cimenteries. La flotte commerciale française qui jaugeait 2 952 000 tonneaux en 1939 n'en fait presque plus que 4 fois moins. À l’été 1945, les cimenteries et les verreries n'ont que le sixième de leur charbon en temps de paix, dans les cuirs et fabriques de chaussures c'est seulement 15 % aussi et dans la sidérurgie, secteur pourtant prioritaire pour la reconstruction, 20 %. Pour les foyers domestiques, les distributions, qui s’étalaient sur six à sept mois, était toujours à zéro alors qu'elles auraient dû débuter en mai, provoquant des problèmes sanitaires et aggravant le taux de mortalité des nouveau-nés. Et à l'été 1945, le niveau des stocks de charbon « semblait fort inquiétant » : 5 jours d'activité seulement à la SNCF, 6 jours dans les usines à gaz de Paris, tandis que les centrales électriques devaient prélever sur les réserves censées être prévues pour le prochain hiver.
En 1946, un problème demeure : « même si les statistiques semblent montrer que la production nationale de charbon a dépassé le niveau de 1938, l’énergie disponible est demeurée encore très inférieure » car les charbons les plus riches en énergie restent amputés des destructions de guerre.
Cent kilos de plus par mineur et par jour « nous permettraient de pousser notre production sidérurgique à 75 % de son niveau d'avant guerre. Nos industries textiles retrouveraient leur activité d'antan » souligne Maurice Thorez, du PCF en février 1946, au congrès des mineurs,.

### L’offre de charbon laminée par quatre problèmes

#### Une production amputée de moitié en quelques années
Les pénuries de charbon sont criantes dès la fin de la guerre, après l'avoir été sous l'Occupation, car « une des formes essentielles de la Résistance » était de ralentir l'extraction du charbon. Résistants ou pas, pour les mineurs « pas question de se tuer à la tâche pour la machine de guerre allemande », se souvient Achille Blondeau ancien résistant et syndicaliste CGT des mineurs.
| Année                                                | 1871 | 1880 | 1890 | 1900 | 1913 | 1929 | 1938 | 1941 | 1944 | 1945 | 1949 | 1952 |
| Production française de charbon (millions de tonnes) | 13,2 | 19,3 | 26   | 33   | 40   | 49   | 46   | 41   | 26,5 | 33   | 51,2 | 55,4 |

La grande grève de mineurs du Nord-Pas-de-Calais en mai-juin 1941, suivie par un autre arrêt de travail de très grande ampleur en 1944 dans les mines de la région, au moment où l'occupant allemand a du fuir ne furent pas les seules causes de la baisse de production.
Les mineurs polonais et français, ont fait tout le long de la Seconde Guerre mondiale leur maximum pour réduire le plus possible l'extraction du charbon, à la fois par la grève du zèle, toutes sortes de sabotages des installations et « en multipliant » les freins à la production « sous les prétextes les plus divers ». Les Allemands espéraient l'accroître de 35 %, elle a au contraire baissé de près de 30 % en six ans. Les mineurs polonais, majoritaires au fond, y ont fortement contribué.
L'extraction journalière des mines du Bassin minier du Nord-Pas-de-Calais, calculée, en kilos, par mineur de fond entre 1938 et 1944 :
| 1938 | 1941 | 1942 | 1943 | 1944 |
| 1136 | 1015 | 982  | 901  | 797  |

Selon les statistiques de l'Abewher allemande, les actes de sabotages dans la région ont touché des mines, des centrales électriques à charbon, des cokeries et des pylônes à haute tension.

#### Le retour au pays des polonais et des prisonniers de guerre allemands
La ressource en main-d’œuvre subit de son côté est de plus exposée à deux ponctions importantes : les polonais souhaitant rejoindre la Pologne communiste et les prisonniers de guerre allemands.
En 1945, une grande partie des 54.000 prisonniers de guerre allemands travaillent dans les mines du Nord, ce qui permet d'afficher des effectifs supérieurs à ceux de 1930, mais en général très peu qualifiés. Des accords sont rapidement signés après la guerre avec les États-Unis, qui exigent leur libération. Leur départ risquant de causer une chute de production pouvant aller jusqu'à près de 20 %, le gouvernement propose une libération plus rapide à ceux qui acceptent de signer un contrat de travail d'un an, et finance le voyage de leurs familles.
Le retour au pays de milliers de mineurs yougoslaves et polonais qui travaillaient dans le Nord-Pas-de-Calais pose un autre problème. Parmi eux, les 2 800 hommes des 9 détachements de résistants FTP polonais intégrés dans la 1re Armée du Général De Lattre-de-Tassigny qui ont poursuivi les Allemands jusqu'au bassin supérieur du Danube et dont la plupart se sont installés en Pologne. Pour les remplacer, les mines font un appel à des volontaires en février 1945, ce qui échoue, « malgré la promesse de multiples avantages ». En mars 1945, un accord franco-italien prévoit des avantages financiers à ceux qui acceptent de venir dans les mines. Mais il est prévu qu'ils ne doivent pas avoir été militants fascistes.
Au total, quelque 62 000 Polonais de France sont rentrés en Pologne, pour participer à sa reconstruction, principalement vers le bassin minier et les industries de Basse-Silésie, dont 5 000 mineurs de fond issus de l'Immigration polonaise dans le bassin minier du Nord-Pas-de-Calais, dans ce qui a été appelée Reemigracja une vaste migration d'abord spontanée puis organisée, effectuée entre 1945 et 1949. Une partie d'entre eux sont des résistants polonais en France durant la Seconde Guerre mondiale qui ont participé à la libération au cours de l'été 1944.
Parmi eux, environ 5 000 mineurs du Nord-Pas-de-Calais, sensibles à l'appel de leur pays, qu'il fallait repeupler et reconstruire.

#### L'immigration algérienne augmente en 1948
Pour tenter de compenser le retour au pays des polonais et celui en Allemagne des prisonniers de guerre allemands, les mines font appel à l'immigration: une main-d’œuvre originaire d’Algérie arrive dans le Nord-Pas-de-Calais, « attirée par la reconstruction ». Les ouvriers algériens y sont 9500 en 1948 et plus de 16000 l'année suivante en 1949, en grande partie des Kabyles. Mais « seule une petite partie d’entre eux, moins de 4000 en 1952, est employée par les Houillères, en raison de difficultés d’adaptation aux métiers de la mine ». Les Houillères financent la construction d’une mosquée à Libercourt en 1952 et partir de 1950 des salles de cinéma du secteur se spécialisent dans la projection de films orientaux, notamment égyptiens.
Avec en novembre 1954 le déclenchement de la lutte armée en Algérie, une partie repart: les mineurs algériens ne sont plus que 2453 en 1954 contre 3814 en 1952 et leur nombre continue à diminuer régulièrement jusqu’en 1962. Les Marocains arriveront eux dans les années 1970.

#### Dégâts dans les mines les plus riches, en Lorraine
Nationalisées comme tout le charbon français après la guerre, les Houillères de Lorraine produisaient avant-guerre un charbon calorique, de très bonne qualité, devenu en grande partie indisponible en raison des destructions survenues pendant la guerre : d’après le rapport sur la situation de la production de charbon d'avril 1946, elles livraient environ 130 000 tonnes de moins chaque mois qu’en 1938, soit plus de 1,5 million de tonnes manquante par an, déficit d'autant plus problématique qu'il fallait le remplacer par des charbons dont la qualité se révélait sensiblement inférieure, procurant en moyenne beaucoup moins d'énergie. Pour trouver ce pauvre substitut, il a fallu rouvrir de nombreuses petites mines abandonnées, aux charbons pauvres en énergie, dans les bassins du Centre et du Midi (Saint-Étienne, Gard, Aveyron, Auvergne, Provence).

#### Problèmes de cendres dans les petites tailles rouvertes
La nécessité de suppléer à la Lorraine, où des mines sont détruites, créé un autre phénomène : la teneur moyenne en cendres, très nettement supérieure en 1946 à celle de 1938 à cause d'une exploitation intensive de toutes les veines, notamment dans le Nord et la région de Saint-Étienne. Cette difficulté apparue en pleine « bataille du charbon » se conjugue avec l’affaiblissement de la capacité de lavage des charbons, par suite des destructions de guerre mais aussi du report des investissements suspendus en raison de l'incertitude de guerre. Les hésitations des compagnies minières à investir s'expliquaient aussi par la « crainte d’une nationalisation », apparue à la fin de la guerre.

### Plus d’ajustement: fin des importations d'avant-guerre
Avant-guerre, la France était déjà la plus grosse importatrice de charbon en Europe, se procurant le tiers de sa consommation à l’étranger. Mais en 1945, ce flux s'est effondré : elle ne parvient à importer que 23,4 % des tonnages qu'elle obtenait en 1938, avec 532,6 milliers de tonnes contre 2,272 millions.
La production s'est en effet effondrée dans les trois premiers fournisseurs de la France : Allemagne, Grande-Bretagne et Belgique.

#### La production allemande baisse des quatre-cinquièmes
Le bassin du Nord-Pas-de-Calais est le plus touché de France car abîmé par les destructions de guerre avec plus que 18 millions de tonnes en 1944, contre 28,2 millions de tonnes en 1938 mais la chute de production est encore plus forte en Allemagne avec les bombardements alliés de la fin de la guerre. Le désordre politique et les dégâts de guerre sur les infrastructures de transports ont aussi contribué à l’effondrement de la production charbonnière : 36,7 millions de tonnes contre 186,1 millions en 1938, soit seulement un cinquième.
De plus, le programme de répartition du charbon allemand était contrôlé par l’European Coal Organisation (ECO), répartiteur des alliés, où la Grande-Bretagne et les États-Unis accordaient une importance particulière à la reconstruction économique de l’Allemagne. Et le marché était imprévisible : durant l’hiver 1945-1946, l’économie française fut fortement pénalisée par la baisse de ses allocations de charbon allemand par rapport aux prévisions Byrnes-Truman de juillet 1945. Ensuite, l'Allemagne n'est plus autorisée à livrer à la France, à partir de novembre 1946, que la moitié de ce qu'elle lui exportait les mois précédents.

#### La Grande-Bretagne et la Belgique deviennent importatrices
La Grande-Bretagne reste de loin le premier producteur européen de charbon en 1945, mais à un niveau inférieur de 19,6 % à celui de 1938 (182,4 millions de tonnes contre 227 millions). Du coup, tout au long de l’année 1946 ce pays décide de retirer presque totalement ses charbons du marché international, contribuant à la pénurie mondiale car c'était jusque-là le deuxième exportateur d'Europe, tout en espérant pouvoir ensuite bénéficier de prix plus élevés. La Belgique, autre grande exportatrice grâce au bassin minier wallon, voit de son côté ses exportations chuter de 90 %.

### Charbon américain, cher et mauvais, mais peu à peu disponible
Alors qu'après la Seconde Guerre mondiale la production a fortement chuté dans les trois premiers pays producteurs européens de charbon, les États-Unis sont appelés à la rescousse et vont devenir le plus important exportateur vers l'Europe occidentale. Ce pays a cependant connu en début d'année 1946 une grève massive des mineurs de charbon.
La Seconde Guerre mondiale a créé de la demande et assuré la prospérité de l'industrie américaine : la production de charbon de ce pays s'est même accrue, mais coûte beaucoup plus cher que celle des européens, à cause des frets, et du fait qu'elle est payée en dollars, monnaie en forte demande. Mais les Américains livrent, en majeure partie, des charbons plus ou moins oxydés et à forte teneur en soufre, ce qui réduit leur attrait.

### Le marché mondial sous influence géopolitique
Sur le marché charbonnier, les pays qui ont gagné la guerre sont divisés. En Angleterre, le Premier ministre Winston Churchill veut donner le plus de charbon possible à l’industrie allemande pour faciliter ses ventes à l’étranger de produits industriels qui permettront en retour des achats de denrées alimentaires et de matières premières,.
Au gouvernement français, le charbon est géré à partir de janvier 1946 par ancien résistant, le syndical et communiste Auguste Lecœur, qui multiplie les visites à l'étranger pour tenter de trouver des solutions techniques. Il souligne que la baisse des rendements est générale en Europe et que la France, qui importe normalement 20 à 30 % de sa consommation de charbon, sera finalement moins touchée que prévu grâce au rebond de 1946, permis par un gros effort de production des mineurs français.
Mais l'Angleterre devenant importatrice et la Belgique voyant ses exportations chuter de 90 % et surtout l'Allemagne n'étant plus autorisée à livrer à la France, à partir de novembre 1946, que la moitié de ce qu'elle lui exportait les mois précédents, la situation devient très tendue. Finalement plus de la moitié des importations françaises, à la fin de l’année 1947 devront être fournies par les États-Unis, malgré une moindre qualité calorique.

## Stakhanovisme et aggravation des risques de silicose
En 1944-1945, le mot d'ordre « travailler d'abord » ne « suscite pas l'enthousiasme » car il risque de générer plus de poussière de charbon et donc de silicose. Même si elle est alors encore assimilée par les médecines des mines à l'anthracose, nom générique d'une série de maladies liées à diverses espèces de champignons phytopathogène et à l'humidité, notamment au printemps et à l'automne. Par la silicose, les mineurs paieront quelques années plus tard un prix directement proportionnel à l'effort fourni lors de la "Bataille de la production", symbolisé par le titre le 19 juin 1946 d'un article dans Liberté : "Le charbon décide de tout". Le nombre de mineurs silicosés dont l'incapacité permanente était de 1564 en 1948 puis est monté à 3890 dès 1951, une "conséquences de cadences infernales à l'américaine et d'un encadrement qui n'a pas su allier la technique à l'effort physique des mineurs en niant que le maximum de production n'exige pas toujours le maximum de peine", déclare ainsi l'ex-secrétaire général des mineurs CGT du Pas-de-Calais Nestor Calonne le 12 novembre 1952 au Sénat.
La maladie était apparue en France dans les années 1930 à cause de l'augmentation de la productivité découlant de la généralisation des machines d'abattage minier lourdes (marteaux-piqueurs puis haveuses), sans neutralisation des poussières de silice à partir de la fin des années 1920, qui avaient transformées les mines en lieux particulièrement délétères pour la santé,. Les dégâts causés par la course à la productivité furent déclenchés par l'importation du Canada, à partir de 1938, des premières pelles chargeuses qui pour être rentabilisées nécessitaient d’utiliser des amorces à retard, afin d'augmenter le flux de matière en forant une volée de plusieurs mines à la fois, technique exigeant de mettre plusieurs marteaux-perforateurs à la fois, sans bénéficier encore de la technologie de l'injection d’eau, d'où de gros dégagements de poussière à silicose. Après quatre ou cinq années de ces travaux de rochers, la plupart des mineurs étaient malades ou invalides, et les affectations à ces travaux faisaient l'objet de critiques. Dans un rapport, la commission du plan déplore que la France ne dispose « d'aucun véritable constructeur de matériel des mines », alors que parmi plus d'une centaine de petits industriels français du secteur « aucun n'a les moyens d'aborder la fabrication en série d'un matériel puissant et moderne ».
En 1945, la haveuse est seulement utilisée en Lorraine : le marteau-piqueur des années 1920 y assure toujours 90 % de l'abattage et quasiment la totalité dans le Nord-Pas-de-Calais. Les conséquences « sur la santé des mineurs ont sans doute été graves » car cette technique génère des poussières et de la silicose et seulement vers 1947 sont déployés les marteaux à injection d’eau fonctionnant convenablement, les Atlas, les années précédentes étant celles de l'absentéisme et des pertes humaines.
« Les maladies, les accidents, les incapacités permanentes étaient en hausse depuis 1929 » selon l'étude sur la silicose commandée dès 1945 par le président de la Fédération régionale des mineurs CGT du Nord-Pas-de-Calais Auguste Lecoeur, qu'il a publiée en 1947 et qui constate que « le nombre des accidents en 1945 est le double de celui de 1938 ». Le nombre de tués et invalides permanents en 1946 est 23 % plus élevé qu’en 1938, s'inquiète en particulier cette étude officielle,.
L'Afrique du Sud avait initié avant-guerre un programme de recherche sur la silicose, reconnue par le Bureau International du Travail. En 1945, le résistant Ernest Schaffner qui était le 12 mai 1935 entré au conseil municipal de Lens, est rétabli dans ses fonctions de Médecin-Chef au Centre Hospitalier de Lens dont il avait supervisé l'ouverture en 1930. Le site est très endommagé et totalement désorganisé. Il relance aussitôt ses travaux sur la tuberculose et la silicose, dans le sillage de l'organisation avant-guerre de services de phtisiologie dans les caisses de secours des mines de Lens, Carvin, Liévin, Courrières, Dourges et Ostricourt, car il estime qu'au moins 15 % des mineurs eux sont touchés, et le 2 août 1945, une ordonnance reconnait la silicose comme maladie professionnelle, ce qui sera confirmé seulement par loi votée le 4 février 1946, une autre loi du 30 octobre 1946, donnant enfin droit à réparation. Mais entre-temps, en novembre 1945, il subit une nouvelle opération pour tenter de lui sauver la main gauche des dégâts causés par les radios effectuées à un rythme intensif pour tenter de déceler les dégâts de la silicose chez les mineurs puis supervise de nombreuses thèses d’étudiants-médecins visant à trouver des traitements adaptés. La mise en service de la streptomycine, découverte en 1946, contribue à la mobilisation des médecins contre la maladie et les deux grands sanatoriums de la région construits juste après la Première guerre mondiale, Camiers et Helfaut, près de Saint-Omer, semblent obsolètes mais c'est seulement en 1948 qu'est étudié la création de départements de pneumologie dans les hôpitaux de Lens et Béthune.

### Stakhanovisme et paiement individuel
Le phénomène de poussières de charbon généré par les techniques d'abattage intensif est aggravé par le paiement au rendement individualisé et le système "Bedeaux", les effets commençant à être perçus une génération ou presque plus tard. Le le paiement au rendement individualisé et ses incitations avaient dans les années 1930 généré du ressentiment car se conjuguant avec une hausse du chômage et une baisse du salaire moyen, les prix de tâche étant sans cesse abaissés ou remis en cause, ce qui avait créé un très mauvais "climat moral" en particulier contre l'encadrement.
En janvier 1945 lorsqu'est remis en place un système de paiement individuel, dit "Bedeaux", poussant au rendement mais appliqué de manière opaque, faisant "qu'au final, le salaire perd toute lisibilité à cause d'un complexe jeu de coefficients alors qu'auparavant les choses semblaient claires et simples : les mineurs travaillaient en équipe et étaient payés au nombre de berlines", selon Serge Curinier, professeur d'histoire à Sciences Po Lille. Ce système "Bedeaux" a notamment exacerbé le ressentiment contre le rôle excessif donné pendant l'occupation allemande à l'encadrement minier, accusé de collaboration par le journal clandestin L'Enchainé du Pas-de-Calais notamment lors de la répression de la Grève patriotique des cent mille mineurs du Nord-Pas-de-Calais en mai-juin 1941.
Dès octobre 1944, les administrateurs provisoires dressaient les listes, tenues secrètes, des ingénieurs qui voulaient quitter le bassin minier du Nord-Pas-de-Calais, craignant le ressentiment des mineurs contre l'autorité de l'encadrement. La crise de recrutement qui suivit dura plusieurs années, aggravant ainsi les difficultés des Houillères. De son côté, Maurice Thorez profite du prestige militaire de son mentor Staline alors qu'un sondage IFOP montre que 61 % des Parisiens considèrent que c'est l'URSS qui a le plus contribué à la victoire, devant 29 % pour les États-Unis et 12 % pour l'Angleterre et lance appel rassembleur au Vélodrome d’hiver dès son retour d'URSS en novembre 1944, qui ressemble au « Virage de Salerne » du leader communiste Palmiro Togliatti le 31 mars 1944 en Italie, où le soutien des communistes à la relance de la production, cependant, "ne rejoint pas le paroxysme du ton du PCF".
Maurice Thorez cite un peu plus tard Karl Marx pour soutenir le principe des primes de rendement et il n'est plus question de "contester le renforcement des contraintes disciplinaires liées au chronométrage et à l’intensification des cadences".

### Stakhanovisme et silicose
Des mots d'ordre "stakhanovistes" sont répercutés au sein de la CGT, avant même que des responsabilités économiques essentielles soient confiées à des ministres communistes en novembre 1945, et malgré « l'hostilité des syndicalistes ex-confédérés à ce "stakhanovisme" », conçu par ministre socialiste de la production industrielle Robert Lacoste, car le leader communiste Maurice Thorez "veut sans tarder inspirer un stakhanovisme à la française". Dès le 3 janvier 1945, alors que la guerre n'est pas finie, la CGT demande aux mineurs de travailler certains dimanches pour augmenter la production, en amont du premier meeting de Maurice Thorez dans le bassin minier qui le 13 mars 1945 aurait réuni « 60 000 personnes à Lens », selon Liberté, et de l'« appel pressant à la production adressé aux mineurs » par Robert Lacoste à la radio le 17 mai suivant.
Si "la prime à la tonne" est aussi "une iniquité" reconnait le syndicaliste Léon Delfosse, "malgré tout, il faut que le charbon sorte de nos puits pour finir la guerre", souligne-t-il dès le 3 février 1945,, alors que Nestor Calonne, secrétaire général du syndicat des mineurs CGT du Pas-de-Calais, "s’est élevé contre" lui "avec une extrême violence à propos de cette méthode" en dénonçant "le retour au travail individuel" tandis que Delfosse se déclarait pour. "Nous devons maintenant gagner une autre bataille du charbon » écrit notamment Léon Delfosse dans La Tribune des mineurs du 12 mai 1945, puis "Il faut que partout dans nos fosses, dans nos usines se crée une mystique de la production, gage de notre foi en l’avenir",.
Le modèle ainsi proposé, selon les historiens, "porte un nom : le stakhanovisme" et quelques jours avant le discours de Maurice Thorez dans la région, cette fois à Waziers en juillet, ce dernier fait écrire dans Liberté une série d’articles intitulée : « Pour gagner la "bataille de la production", demandant « Ne pourrions-nous pas nous inspirer des résultats d’un pays ami, l’Union soviétique, où le stakhanoviste est chéri à l’égal du héros des champs de bataille » ?. Dans ce discours, Maurice Thorez annonce que les métallurgistes viennent de renoncer à leurs congés payés pour offrir plus vite des marteaux-piqueurs à l'industrie minière. Lors du 1er mai 1947 à Paris, des militants PCF du XVIIe arrondissement promènent symboliquement l'un d'eux déguisé en "zazou" enchaîné et poussé à coups de pelle, incarnant la paresse.
Liberté, quotidien régional du PCF, souligne qu'à la compagnie où travaillait et officiait comme délégué mineur Léon Delfosse, à Oignies, après deux coups de grisou meurtriers, ayant fait le 23 mars 1944 six morts puis le 28 mars 13 morts,, ce dernier avait fait monter le rendement au plus haut de tout le bassin minier du Nord-Pas-de-Calais, à 1 002 tonnes par jour, « par la pratique du salaire au rendement » et par « l'utilisation du nouveau marteau-piqueur, perfectionné par notre camarade Turblin ». Le PCF applique alors le « modèle du stakhanovisme à l'échelle du bassin minier », en vue « exaltant à la fois la performance individuelle et collective ». Dans cette même ompagnie, à Oignies, douze mineurs figurent en tête du palmarès de productivité.
En raison de l'opposition au stakhanovisme, particulièrement forte dans l'ouest du bassin minier, y compris au sein de la CGT et du PCF, c'est dans la partie orientale qu'il est mis en place d'abord, notamment à Denain, par une journée d'étude des jeunes mineurs les 25 et 26 août 1945, où l'un des participants réclame la "création d'équipes de choc, comme en URSS". Au puits no 2 de la fosse dite "Sabatier" de l'ex-compagnie des mines d'Anzin, à Valenciennes, un groupe d'élite est constitué à l'instigation de l'URJF, les jeunesses communistes, estimant que « pour récompenser « ceux qui travaillent, il faut les citer à l'honneur, en faisant connaître les héros de la mine par la presse, la radio, en remettant s'il le faut des décorations ». Puis dans cette même Fosse Sabatier, en décembre 1945, face à la baisse de la production et du rendement causé par la Sainte-Barbe, Liberté rapporte le 2 décembre 1945 que "les jeunes de l'UJRF ont lancé le mot d'ordre, à chaque jeune mineur une tonne de plus par jour, par ce geste ils prouvent leur civisme et leur patriotisme",. Bien que basé à Oignies, Léon Delfosse écrit en octobre 1945 dans La Voix du mineur, organe du Syndicat unitaire des mineurs du bassin d'Anzin fondé en 1907, qu'un ouvrier seul pourrait livrer jusqu'à 20 berlines de charbon dans un des puits,.

### Silicose et pénurie de ravitaillement
Dans certaines mines du Nord, le salaire aux pièces est introduit dès janvier 1945, seulement trois mois après que son interdiction fut réclamée en septembre 1944 par la fédération régionale CGT des mineurs du Nord-Pas-de-Calais, présidée par Auguste Lecœur. Ce mode de rémunération permettait, depuis la guerre, à certains, affectés aux meilleures tailles, de doubler ou tripler leur salaire de base, au cours de certaines « grosses quinzaines ». Les mineurs les plus productifs reçoivent des chaussures et des vélos car la période de la bataille du charbon est marquée par des pénuries très larges.
Dans ses mémoires publiés en 1980, Francis-Louis Closon, Commissaire de la République régional de 1944 à 1946, évoque les graves problèmes de ravitaillement spécifiques au Nord-Pas-de-Calais : excédentaire en pommes de terre, légumes secs, sucre, blé, la région les envoie au reste de la France, mais la viande et le beurre, victimes du marché noir auquel ces denrées se prêtent plus facilement, n'arrivent pas des autres régions, également parce que les échanges interrégionaux fonctionnent mal, selon le jeune commissaire, qui reconnait avoir du « mal à apaiser » la « colère des gens du Nord » dès 1945 dans ce domaine.
Après avoir souffert de la faim, « tout le monde s’attendait, une fois la libération acquise, que l’on revienne à la normale. Mais la pénurie alimentaire reste majeure dans le Nord - Pas-de-Calais, plus encore peut-être qu’ailleurs, pendant près de deux ans », a souligné l'historien Yves Le Manner, selon qui la population de la région fut « révulsée de voir que le marché noir continue et l’inflation déstabilise » créant un sentiment très clair « que la libération n’a pas rétabli un état normal dans le domaine alimentaire ». Dans de nombreuses villes, les difficultés alimentaires vécues par tous les Français se traduiront deux ans après par les émeutes de la faim de 1947.

## Une bataille qui divise après avoir uni

### Le socialiste Robert Lacoste, instigateur, et le communiste Maurice Thorez, supporter
Selon l'historienne Rolande Trempé, l'idée d'une "bataille du charbon" s'est probablement concrétisée le 17 mars 1945, lorsque Robert Lacoste, ministre de la Production industrielle de 1944 à 1950, rencontra à Lille, le commissaire de la République. La biographie Le Maitron de Robert Lacoste estime qu’il « contribua à la réussite de la bataille du charbon », son passé à la CGT facilitant ses rapports avec elle « dans le cadre de la bataille de la production ». Lacoste sera ensuite « au premier rang de la lutte contre les grandes grèves soutenues par le PCF et la CGT en 1947-1948, soutenant la répression et appuyant la scission syndicale qui conduisit à la création de la CGT-FO » puis sera accusé d’être « à l’origine de la grande grève d’octobre 1948 » par sa tentative de « licencier 10 % du personnel des houillères nationalisées ». Un autre socialiste, Daniel Mayer, ministre des travaux publics, convie les délégués du congrès des cheminots à l'aider dans la bataille de la production. Mais si lui et Robert Lacoste adjuraient les mineurs de produire, le quotidien socialiste du bassin minier Nord Matin allait dans l'autre sens, et ira encore plus loin ensuite, lors de l'accès aux « responsabilités économiques essentielles » de ministres communistes à partir du novembre 1945. Le quotidien communiste Liberté ayant titré un article « Pour le travail du dimanche », L'Espoir, organe des socialistes du Pas-de-Calais ironise : bientôt ils vont faire dormir les mineurs au fond.
Pourtant, une tentative de fusion entre les fédérations socialistes et communistes du Pas-de-Calais, amorcée en décembre 1944, avait échoué, les cadres de la première s'estimant à nouveau « menacés par la ligne de front national des communistes », comme en septembre 1936 lors du choix par Léon Blum de non-intervention en Espagne par la SFIO. Le programme social des socialistes dans le bassin minier affiche un intégrisme jugé parfois guesdiste, qui permettra au Congrès régional SFIO de septembre 1946 au maire d'Arras, Guy Mollet, de battre le futur maire de lille Augustin Laurent, ex-président du Comité départemental de libération du Nord.

### La bataille divise au sein de la CGT et du PCF

#### La contestation de la bataille au sein de la CGT
La presse issue de la Résistance, dans plusieurs régions charbonnières de France, évoque souvent cette bataille du charbon. Les mineurs « ne veulent pas que leurs efforts servent les barons du sous-sol qui hier les firent crever à la tâche », estime le quotidien régional du PCF Liberté dès le mois de décembre 1944 et l’idée de "bataille du charbon" est d’abord combinée à celle de lutte des classes et présentée comme un recours face aux trahisons de la bourgeoisie : « si les trusts sabotent, c’est que notre intérêt est de produire », explique encore Liberté l'année suivante, en juillet 1945.
Puis beaucoup de questions émergent « avec force au cours de l'été et l'automne 1945 et alimenteront un débat interne à la CGT »., en prévision du 26e congrès, premier de l’après-guerre, au printemps 1946 alors que la CGT approche de 6 millions d'adhérents au 31 mars 1945.
Dans les mines Pas-de-Calais, des socialistes défendent une ligne gauchisante en lien avec les ex-confédérés qui tentent de reconstituer leur influence d’avant-guerre dans la CGT, contribuant aux mécanismes de la scission qui se concrétisera à l’hiver 1947-1948 autour d’un socle de références «de gauche», abondé par des groupes trotskystes. Oreste Capocci, secrétaire de la fédération des employés, créé la tensin à ce congrès lançant que « la grève demeure aux mains des travailleurs l'arme dernière pour la défense des libertés ! ". Il sera en novembre 1947 élu président de l’association « Les amis de Force Ouvrière » puis l’un des administrateurs et piliers de la future « CGT-Force Ouvrière ». Un l'orateur lui répond que « les plus beaux succès de recrutement vont aux fédérations qui tiennent la tête dans la bataille de la production.
Alors que les adversaires de la bataille de la production ne se gênent pas pour l'accuser de « stakhanovisme » et qu'elle divise dans les rangs de la CGT, le 17 septembre 1945, à Lens, Benoît Frachon dénonce « les freineurs et confédérés (...) les saboteurs» qui «poursuivent leurs campagnes systématiques contre l'augmentation du rendement». La tension est telle qu’au début de l’année 1946, Victorin Duguet, secrétaire général de la CGT du sous-sol doit lancer "un appel à l'unité syndicale au sein de la CGT pour une production intensifiée".

#### La contestation de la bataille au sein du PCF
Le fait que le parti communiste ait largement participé à la bataille du charbon en 1946 a ainsi pu susciter « d’assez fortes réticences de sa base dans le bassin minier », notamment Sur les questions sanitaires découlant de la bataille du charbon.
La contestation de la bataille au sein du PCF est en particulier le fait d'anciens résistants du Pas-de-Calais qui avaient dirigé la grève patriotique des cent mille mineurs du Nord-Pas-de-Calais en mai-juin 1941 et sont depuis 1945 à la tête la CGT dans ce département et la région: le secrétaire général des mineurs CGT du Pas-de-Calais Nestor Calonne, militant expérimenté, et le président de la Fédération régionale des mineurs CGT du Nord-Pas-de-Calais Auguste Lecoeur, qui est par ailleurs à la direction du PCF à Paris jusqu'en novembre 1944 puis revient le mois suivant à Lens, où il sera élu maire en mars, face à une liste socialiste où figure un des premiers combattants connus de la silicose, le docteur Ernest Schaffner, lui aussi-ex-résistant.

### La perte d’un arbitre, au décès de l'industriel Aimé Lepercq
L'ingénieur et industriel Aimé Lepercq fut ministre des Finances dans le 1er gouvernement « de Gaulle » après avoir été en 1943 le premier commandant FFI de Paris, aux côtés des colonels communistes qui dirigent l’insurrection d’août 1944.
Dès le 4 septembre 1944, il est chargé du dossier des mines de charbon, opérées par une trentaine de sociétés privées, dont 23 pour la région du Nord, via "l'emprunt de la Libération" mais il décède d'un accident de voiture dans le canal de la Deûle, à Estevelles, le 9 novembre 1944. Cette mauvaise nouvelle oblige à remettre en chantier les projets élaborés à la fin de la guerre avec les compagnies minières, créé de l'incertitude et retarde les réformes comme la nationalisation et le statut du mineur.

### La CFTC
Lors de cette bataille de la production, la CFTC n'a pas la même approche sociale que la CGT, mais prend un virage plus militant, notamment sous l'influence de ses militants du bassin minier de Saint-Etienne. Dans cette région, le PCF, qui domine alors la CGT, veut faire du département de la Loire, d'où vient un de ses dirigeants, Benoit Frachon, ecrétaire général de la CGT, un champion de la productivité mais se heurte à la réticence de la CFTC, opposition qui détériore les liens entre la CFTC et la CGT.

## La période 1944-1945: grèves et absentéisme
La première année de la "Bataille du charbon" est un échec : en décembre 1945, le rendement minier par personne reste plus bas qu'en 1913 (956 kilos de charbon contre 978). Ce travail plus dur génère tout d'abord, en 1945, un absentéisme pire que pendant la guerre : il restera supérieur à 20 % jusqu'en 1946, alors qu'il était de seulement 8 à 9,5 % en 1938 et la pénurie extrême demeure.
Les grèves ont lieu surtout dans le Nors-Pas-de-Calais mais pas seulement. Dans le bassin de Saint-Étienne, une flambée de grèves souvent très brèves sont suivies le 23 mai 1945, d'une grève générale départementale avec manifestations massives dans de nombreuses localités. Dans la région lyonnaise toute proche, des grèves locales se sont multipliées dès février 1945 puis 5000 manifestants envahissent le bureau du commissaire de la République le 16 mai 1945.

### Janvier 1945, la CGT divisée sur les primes au travail individuel
Le patronat minier introduit janvier 1945 un système de primes au rendement et Léon Delfosse explique que si "La prime à la tonne" est aussi "une iniquité", "malgré tout, il faut que le charbon sorte de nos puits pour finir la guerre",. Nestor Calonne, secrétaire général du syndicat des mineurs CGT du Pas-de-Calais, "s’est élevé contre" lui "avec une extrême violence à propos de cette méthode" en dénonçant "le retour au travail individuel" tandis que Delfosse se déclarait pour, selon ses propres souvenirs, mais selon lui la bataille du charbon, n'est pas seulement des objectifs quantitatifs car « une pédagogie de masse » la sous-tend. Nestor Calonne estime alors « qu’il faut marcher vers l’émancipation totale des travailleurs », dans La Tribune des mineurs du 30 décembre 1944 tandis que Léon Delfosse s'étonne dans le numéro suivant que La position qu’a prise le syndicat de travailler et de revendiquer ensuite" ne soit pas comprise.

### Les grèves de janvier et février 1945
En janvier 1945, plus de 50 % des mineurs refusent de travailler le premier dimanche de l’année pour compenser le Jour de l'an et un inspecteur des Renseignements généraux note dans son rapport qu’il ne faut pas y voir un mouvement décidé par des extrémistes mais la volonté de la majorité des ouvriers de ne pas travailler le dimanche tant que le rationnement continuera. « Vous n’avez pas de ravitaillement et vous travaillez le dimanche ; vous feriez mieux de rester chez vous » souligne ainsi le dimanche 18 février un délégué-mineur de Béthune.
Le 18 avril une grève éclate à Dourges (Pas-de-Calais) pour demander « l’épuration de cadres et de la maîtrise ayant déployé un rôle favorable au gouvernement de Vichy et l’augmentation des prix de tâche de certaines tailles ». Quatre jours après, René Six, dirigeant de la CGT, vient déclarer aux mineurs que la grève a "assez duré et que chacun devait tout mettre en œuvre pour la relève du pays" mais se heurte à une « foule hostile à la reprise du travail » et des cris. Il faut alors un vote pour que finalement une majorité se prononce pour la reprise du travail après une semaine de grève.

### Les grèves de mai 1945 pour l'épuration
Alors que le taux d’absentéisme dans le mines du Nord-Ps-de-Calais était compris entre 8 et 9,5 % en 1938, il atteint 24,5 % en avril 1945. Le Monde du 16 mai 1945 observe ensuite que « les mouvements de grève s'accentuent dans le bassin minier du nord de la France ». Dans six fosses des mines d'Anzin, elles ont été causées par un incident survenu au sujet du « renvoi d'un agent de maîtrise mis hors de cause par le comité d'épuration » mais « exigé par les mineurs » et que dans le Douaisis, trois fosses ont cessé également le travail pour un motif analogue et l'insuffisance du ravitaillement. ravitaillement. Sur un 3e secteur, à l’autre extrémité du bassin minier, à Bruay et de Nœux-les-Mines d’autres grèves sont aussi motivées par « l'irrégularité » dans le ravitaillement et l'épuration dans la maîtrise, que les mineurs « estiment insuffisante ».
Le 18 mai 1945, Robert Lacoste, ministre de la production industrielle, lance un appel radiodiffusé aux mineurs après avoir déclaré en conseil des ministres que le mouvement de grève est « enrayé », le bureau de CGT affirmant au contraire « sa solidarité entière » avec les mineurs, et soulignant qu'en « ne tenant pas les promesses faites à ceux-ci en matière de ravitaillement et en témoignant une mansuétude inadmissible à l'égard des collaborateurs et des traîtres, les pouvoirs publics portent une lourde part de responsabilité dans la persistance de la crise charbonnière ».
Le Monde annonce ensuite dans son édition du 21 mai 1945 que « dans le bassin minier du Nord et du Pas-de-Calais, les grèves qui avaient éclaté au début de la semaine, et qui privaient la production de plus de 15 000 tonnes par jour, sont toutes terminées » mais doit rétropédaler quatre jours après en écrivant que « la grève se poursuit, sourdement, aux mines de charbon du Nord et du Pas-de-Calais » où 27 % des mineurs sont encore absents, avec une extraction totale inférieure à 54 000 tonnes par jour.

### Mai 1945: le rapport Closon écarte l'épuration des cadres miniers

Le Bassin minier du Nord-Pas-de-Calais

Les mineurs sont aux yeux de l’opinion publique, à la Libération, « le symbole de l’adhésion ouvrière à la Résistance ». Les compagnies minières sont au contraire accusées d’avoir profité de l’Occupation, pour aggraver l’exploitation des salariés en effaçant le Front populaire. Alors que de nombreux mineurs espéraient « une très large épuration des porions et des ingénieurs les plus brutaux », l’attitude des nouvelles autorités les surprend : elles veulent plutôt « limiter les mises à l’écart pour redémarrer au plus vite l’extraction », ce qui « scandalise et écœure la base ouvrière, nourrissant ainsi le sentiment d’une épuration bâclée ».
La colère débute par un rapport de Francis-Louis Closon rédigé en mai 1945 a contribué au fait que « les mineurs confondent dans une même animosité les authentiques partisans de l’occupant ou de Vichy et les serviteurs zélés de l’ordre productif », selon l'historien Philippe Roger, car il montre que « les nouvelles autorités républicaines entendent plutôt limiter les mises à l’écart pour redémarrer au plus vite l’extraction houillère ».
C'est le cas dans les mines du Nord-Pas-de-Calais, les plus importantes économiquement, qui avaient connu une grande grève en mai-juin 1941 : sur 800 dossiers examinés, il y a eu seulement 2 licenciements, 18 suspensions, 11 déplacements et 11 rétrogradations. Tous les directeurs ont été reclassés, sauf trois mis en retraite et seulement 40 ingénieurs ont subi une suspension provisoire, pour être ensuite recasés, notamment en Sarre allemande, ce qui « scandalise et écœure la base ouvrière, nourrissant ainsi le sentiment d’une épuration bâclée ».
Entre août 1943 et mai 1944, le Général de Gaulle avait chargé Francis-Louis Closon, Croix de guerre 1939- 1945, de former des comités de Libération, en prenant contact avec la Résistance et les partis politiques dans la plupart des grandes villes de France, notamment à Paris, Rouen, Lille, Dijon, Marseille et Toulon. Sensibilisé au manque de données fiables sur l'économie, Francis-Louis Closon a fondé l'Institut national de la statistique et des études économiques (Insee) en 1946 et restera son directeur général jusqu'en 1961. La première décision de Francis-Louis Closon fut d'envoyer en prison un grand nombre de gens accusés de collaboration pour les faire juger, a tempéré l'historien Yves Le Maner. Avec 43 exécutions légales et 46 sauvages pour faits de collaboration sur trois millions d'habitants, la région a mieux freiné que d'autres les ressentiments, mais en même temps, selon l'historien Étienne Dejonghe, l'épuration ratée a joué un rôle dans la colère qui s'exprimera plus tard lors des grèves de 1947 et 1948 : « On aurait voulu ensanglanter le bassin qu’on n’aurait pas agi autrement » car il y avait « une énorme attente de nettoyage juridique », en grande partie déçue, et le bassin minier fut « l'endroit où la frustration est la plus grande », les mineurs espérant « voir l’encadrement sanctionné pour avoir profité de l’Occupation pour établir une discipline très dure du travail ». La dissolution des milices patriotiques est par ailleurs contestée par des leaders résistants de la région comme le maire de Lens Auguste Lecoeur, et son premier adjoint, Roger Pannequin.
Les problèmes d'épuration ont été soulignés très tôt par l'affaire de Maubeuge, « marquée par le faux enlèvement du maire provisoire dont on accuse les fascistes afin d'enflammer les populations », selon Francis-Louis Closon, d'autant que nombre de résistants communistes ne baissent pas les bras, même si « après de nombreuses protestations, les milices patriotiques finissent par rendre leurs armes », l'émotion causée par cette affaire y ayant contribué.

### Juin 1945: rétablissement du chronométrage
Début 1945, le chronométrage du travail avait à nouveau été supprimé, comme sous le Front populaire en 1936. Mais face à trois difficultés, industrielles, humaines et financières, le gouvernement accélére en juin 1945 : la production et les rendements qui baissaient depuis avril venaient d'atteindre leur niveau le plus bas car les petites mines rouvertes dans le midi s'épuisent très vite. Le 21 juin 1945, Joseph Vial, ingénieur civil et directeur adjoint des charbonnages dans le nord, lance un vaste plan de communication pour orchestrer cette "Bataille du charbon", avec l'appui de la CGT, pourtant méfiante envers un cadre qui avait organisé sous l'Occupation le rétablissement du "système Bedeaux", un mécanisme de chronométrage du travail, avec un système de points individuels attribués à chaque mineur en fonction du temps accompli pour chaque tâche.
Très impopulaire, il fut inventé par l'ingénieur Charles Bedaux, spécialiste de l'organisation scientifique du travai, qui avait abouti à diminuer globalement le salaire de base du mineur. Introduit dans les mines du Nord au début des années 1930, il avait été aboli au moment des grèves de 1936 avant de déclencher la grève des cent mille mineurs du Nord-Pas-de-Calais contre les compagnies et l'occupant allemand en mai 1941 lors de son rétablissement.

### Juillet 1945: grève à Béthune
Les congés annuels de douze jours gagnés en 1936, sont rétablis, mais ramenés en cours d'année 1945 à six jours d'affilée, à prendre entre deux dimanches, car les graves pénuries d'électricité obligent à revenir au travail au pic, et les mineurs polonais et Yougoslaves commencent à repartir dans leurs pays.
Une première grève importante a éclaté à Béthune au puits numéro 2 avant de rapidement s'étendre à d'autres puits, peu après le plan de jui-juillet 1945 rétablissant ce chronométrage du travail. Closon, commissaire régional de la République, avait pris des sanctions contre deux délégués puis refusé de les réintégrer.
Au cours du Xe congrès du Parti communiste français, organisé du 26 juin au 1er juillet 1945, il est demandé par Maurice Thorez à Auguste Lecœur de s’impliquer personnellement et physiquement contre une grève ayant lieu dans sa région, en quittant en pleine réunion le Bureau politique pour prendre le train et aller faire le « pompier » directement sur le carreau de fosse, avec un autre résistant et leader syndical Nestor Calonne afin d’obtenir la reprise du travail.
Du coup, plutôt qu'Auguste Lecœur, élu maire de Lens en avril 1945 et président de la fédération régionale des mineurs CGT, les délégués mineurs de Lens ont choisi ensuite l'ancien maire socialiste pour porter leurs revendications à Paris et le ministre socialiste de la production Robert Lacoste a accepté de réintégrer les deux délégués.

### Le discours de Waziers du 21 juillet 1945: Maurice Thorez contesté
"Produire, encore produire, c'est votre devoir de classe", lance le numéro un du PCF Maurice Thorez le 21 juillet 1945 lors de la réunion d'un millier de responsables politiques et syndicaux, triés sur le volet, près de Douai, à Waziers, en dénonçant violemment l'absentéisme.
Thorez réitère peu après son propos à Valenciennes, Bruay et Montceau-les-Mines car il peine à se faire entendre. Selon Roger Pannequin, il s'agit, entre autres, d'un avertissement lancé à Auguste Lecoeur, ancien mineur et leader du PCF dans la région Nord-Pas-de-Calais, qui a fait remonter l'incrédulité des militants locaux. Beaucoup de syndicalistes et résistants ne comprennent pas que Thorez prône la journée de dix heures, montrent aussi les rapports des Renseignements généraux, ou voudraient au moins que soient d'abord écartés les ingénieurs des mines ayant collaboré avec les Allemands pendant la guerre.
Lecoeur venait de s’affronter durement à Francis-Louis Closon, nommé en juillet 1944 Commissaire de la République pour le Nord-Pas-de-Calais, considéré comme le vrai patron des Houillères régionales, poste qu'il conservera jusqu’en 1946. Le différend concerne la révocation de deux mineurs CGT qui venaient de se heurter à un agent de maitrise, considéré comme un collaborateur des Allemands pendant la guerre. Dans les colonnes du quotidien communiste Liberté, Auguste Lecœur a pris la défense de ces deux délégués et soutenu l'action revendicatrice, pour les salaires et les conditions de travail, mais aussi pour dénoncer la faiblesse de l’épuration chez les ingénieurs, alors que ces actions sont soupçonnées d'être la cause de la baisse des rendements.
Dans son discours de Waziers, Maurice Thorez a aussi passé plus d'une heure à envisager les possibilités d'amélioration technique dans une dizaine de fosses.
« Dans le bassin minier, de nombreux militants communistes disparurent des cellules en cette année 1945 […] pour ne réapparaître qu’après le départ des ministres communistes du gouvernement et pendant les grandes grèves de 1947 », a cependant regretté Auguste Lecœur. Les chiffres officiels du PCF confirment ces départs de militants en 1945, en partie revenus en 1947, mais selon d'autres sources, sur les neuf derniers mois de 1945, le PCF du Pas-de-Calais gagne 15000 nouveaux adhérents.
Au lendemain du discours de Waziers, et malgré ce discours, deux articles paraissent dans Liberté contre Francis-Louis Closon. Ils valent à Lecoeur une réprimande immédiate du Bureau politique du PCF et quand une grève des mineurs démarre en septembre 1945, la direction du PCF exige de sa base une ligne très dure contre cette grève.
Dans son discours de Waziers, pour faire passer la pilule de la formule, « on ne peut pas épurer pendant 107 ans », Thorez a aussi tenté d’expliquer que les porions ne sont pas les principaux responsables et les ingénieurs non plus, mais pour dire qu'il faut frapper plus haut : « nous demandons de véritables nationalisations et la confiscation des biens des traîtres ». Il a ainsi déploré l'indemnisation considérable des anciens actionnaires, alors en préparation et que des leviers de commande aient été laissés à ceux « qui ont intérêt à faire échouer ce premier essai timide » de nationalisation.
Cependant, l'un des partis importants au pouvoir, le MRP, veut lui "limiter les nationalisations et de leur ôter tout caractère de spoliation ou d'étatisation" et "son point de vue finit par prévaloir" y compris chez le ministre socialiste Daniel Mayer, qui y voit une "épée de Damoclès sur les industries" susceptible d'entraver "la remise en route de l'économie". Robert Lacoste, ministre de la production industrielle, accepte quelques jours plus tard de présider à Béthune, à une conférence réunissant le syndicat des mineurs, le préfet du Pas-de-Calais, et le directeur général des houillères, avec pour objectif de "régler les dossiers d'épuration du personnel non encore examinés et de mettre un terme à l'épuration".

### Grève du 12 au 20 septembre 1945
Début septembre 1945, l'assemblée des fédérations d'Industries et des unions départementales CGT sont alertés du refus par le gouvernement de la demande d'audience présentée par la CGT au prétexte que la loi de 1884 interdirait aux syndicats de se mêler à la vie nationale
Le 8 septembre 1945, un rapport de la chambre syndicale des ouvriers mineurs du Pas-de-Calais fait état du scepticisme sur les slogans de production lancés par la presse, accusés de surtout servir "à des individus avides d’une place politique et syndicale" alors que le rendement dépend surtout de "l’amélioration du ravitaillement et de l’aide apportée par les prisonniers de guerre allemands". Quatre jours après, le 12 septembre, des mineurs de Lens cessent le travail « sur la question de la hausse du prix des marchandises et l’amélioration du ravitaillement ». Le PCF et la CGT dénoncent cette grève car depuis six semaines la production montait, et mettent en cause le passé pendant la guerre de mineurs jugés responsables de la grève. Maurice Delbarre, maire de Loos-en-Gohelle et communiste va jusqu’à demander au préfet de révoquer un délégué-mineur. La CGT est divisée : des leaders aussi populaires que l'ex-résistant Nestor Calonne, sont « hués » lors de réunions houleuses qui n'empêcheront pas la reprise du travail le 20 septembre, après une semaine de grève.

### Robert Lacoste lance la «campagne des100 000 tonnes» le 17 septembre 1945
Le 17 septembre 1945, une réunion « historique » associe à Lens, devant 2000 mineurs rassemblés sur la place du Cantin, des leaders nationaux de la CGT, Henri Martel et Benoît Frachon, à Robert Lacoste, ministre socialiste de l'industrie, dont le discours pour annoncer aux mineurs la campagne des « 100 000 tonnes » passe mal. Pour séduire chez les communistes, Robert Lacoste déclare qu'en Allemagne, "une race maudite et cruelle rêve déjà de se remettre sur pied, de se jeter une troisième fois sur la France, avec l'espoir, cette fois-ci, d'arriver à ses fins" et que la France doit être "unie à la grande Russie des soviets, dont l'Armée rouge, par des efforts surhumains, a arrêté la vague hitlérienne, qui menaçait d'engloutir l'Europe dans le néant". Il annonce aussi que la quantité de vin envoyée aux régions minières du Nord est multipliée par 30, passée en un mois, de 1 200 à 37 000 hectolitres.
Les syndicalistes doivent insister pour faire applaudir les « 100 000 tonnes ». Benoît Frachon salue Lacoste, venu "remplir un devoir national". Il annonce que dans les charbonnages de la Loire et le Gard les mineurs ont atteint 95 % et 92 % de la production d'avant-guerre. Selon le syndicaliste cégétiste Léon Delfosse « Le mot d’ordre de la production était admis par l’ensemble des mineurs, avec des réactions violentes sur des points précis comme l’épuration et le ravitaillement ».

### Novembre 1945: le conflit Thorez-Lecoeur s'aggrave
Deux mois et demi après, la divergence Thorez-Lecoeur s'aggrave. Le 3 novembre 1945, lors d'un comité central du PCF à Issy-les-Moulineaux, Lecœur fait à nouveau remonter le sentiment des mineurs sur deux points : l'épuration dans les mines n'a pas vraiment eu lieu et les militants, qui à 80 % n'étaient pas là en 1940, se posent des questions sur ce que faisait leur parti au début de la Seconde Guerre mondiale, d’autant qu’il vient de décevoir dans une élection locale où il avait mis en cause les faits de résistance d’autres partis..
Maurice Thorez l'oblige alors à l'interrompre son intervention et l'apostrophe violemment, devant tout le comité central élargi. Lecoeur refuse de s'incliner et s’expliquer, restant silencieux plusieurs minutes puis décide de ne plus participer aux réunions du bureau politique du PCF et, restant président de la fédération régionale des mineurs CGT. Quelques mois après, sans qu’il n’est rien demandé, il apprend par la presse que lui est décerné le portefeuille du charbon au gouvernement et un nouveau statut du mineur de fond en France, qui sera imposé au terme d'une discussion qui le verra l'emporter sur son ministre de tutelle, Marcel Paul, qui aurait préféré un statut commun avec celui d'EDF/GDF.

### En fin d'année 1945, un compromis historique
En fin d'année, un compromis s'est dessiné rapidement. Le PCF demande en échange de cette « Bataille du charbon » un renforcement de sa participation au pouvoir, les avantages protecteurs de ce statut du mineur de fond en France, mais aussi la nationalisation des houillères, qui le précède d'un mois en mai 1946. Le résultat sera la fin des grèves au cours de l'année 1946, quand elles n'ont plus que des durées symboliques. Ainsi, les mineurs du Pas-de-Calais font le 31 juillet 1946 une grève générale de cinq minutes, 2000 d’entre eux, conduits par les dirigeants du syndicat, et des élus dont le député René Camphin étant reçus dans les préfectures d'Arras et Béthune, pour réclamer "une véritable nationalisation" et protester « contre la nomination éventuelle » de Francis Closon au conseil d'administration des Charbonnages de France.
La concrétisation de ce compromis est facilitée par un meeting qui réunit 50 000 personnes la veille de Noël 1945, mais cette fois à Valenciennes, selon Liberté. Maurice Thorez s'y fait accompagner par le ministre Marcel Paul, artisan de la nationalisation d'EDF, et du numéro un de la CGT Benoit Frachon, pour reprendre et clarifier l'explication du 21 juillet 1945 Waziers, Quelques jours après Maurice Thorez est devenu numéro deux du gouvernement, tandis qu'Auguste Lecoeur apprend par la presse qu'il a le portefeuille du charbon, alors qu'il n'avait rien demandé et boycottait les réunions du bureau politique du PCF auxquelles il restait régulièrement invité.
En raison des réactions très mitigées des mineurs à l'été 1945, De Gaulle avait compris « qu’il devait faire à Thorez une place dans son gouvernement, il y gagnerait la tranquillité et des centaines de milliers de tonnes de charbon », racontera Roger Pannequin dans son livre de souvenirs de 1977. Auguste Lecœur accepte alors des descentes dans les puits avec Thorez et se lance à son tour dans une politique de félicitations officielles aux fosses les plus performantes.

## La période 1946: nationalisation et statut du mineur

### Hiver 1945-1946: huit portefeuilles communistes sur 22 au lieu de 2
Après leur forte progression aux élections législatives constituantes d'octobre 1945 (26,2 % des voix et 160 sièges), les communistes revendiquent la direction du gouvernement. Lors du remaniement ministériel du 21 novembre 1945, ils obtiennent la vice-présidence et 5 ministères sur 20, au lieu de 2 en 1944, mais surtout l'accès aux « responsabilités économiques essentielles ». Marcel Paul succède à Robert Lacost comme ministre de la production industrielle et Ambroise Croizat est nommé ministre du Travail, chargé aussi de la Sécurité sociale à partir du 26 janvier et jusqu'au 16 décembre 1946. Il est chargé d'une des plus importantes réformes de l'après-guerre, tandis que Marcel Paul a la mission de créer EDF en nationalisant les compagnies de production d'électricité, qui ne parviennent pas à faire face à la demande. Le numéro un des résistants FTP, Charles Tillon, qui était ministre de l'Air du gouvernement Charles de Gaulle (1) depuis le 10 septembre 1944, est nommé le 21 novembre 1945 à un poste plus opérationnel et étendu : il devient ministre de l'Armement du gouvernement Charles de Gaulle (2). Il était en 1944 le seul ministre communiste, avec le Marseillais François Billoux, nommé ministre des Affaires sociales et de la Santé. Maurice Thorez est pour sa part ministre de la Fonction publique. Quelques semaines après, le PCF obtient un 6e portefeuille, celui du charbon, confié à Auguste Lecœur, les anciens combattants et le travail, soit 8 sur 22.
Le 2 décembre 1945 est votée la nationalisation des banques, Banque de France incluse, et le 27 mars 1946 proposée celle de l'énergie, créant EDF-GDF, votée le 8 avril 1946, avec un statut du personnel. Cette nouvelle société nationale est chargée de créer de brands barrages hydroélectriques.
La loi du 14 février 1946 porte « reconnaissance par la Nation du métier de mineur et de son importance pour la vie économique du pays » via un décret avant le 15 mars 1946, échéance repoussée au 14 juin 1946, pour cause de consultations. Il précède ceux d'EDF (22 juin 1946) et de la Fonction Publique (19 octobre 1946). Ce décrêt crée le premier des commissions paritaires de discipline et de conciliation. Il faut faire de la mine « une profession privilégiée » car c’est « un bon placement pour la nation », expliqué Auguste Lecoeur en février 1946.

### Début 1946, les perspectives du départ de 5000 polonais
Auguste Lecoeur annonce au 48e congrès national des mineurs, en février 1946 à Montceau-les-Mines, que la production journalière a atteint 155 000 tonnes, son niveau de 1938, année où les effectifs étalent sensiblement inférieurs, et fixe l'objectif de 180 000 tonnes. Mais il révèle que sur 70000 mineurs du fond, 54000 sont des Polonais, dont 5000 doivent regagner leur pays avant le 15 juillet 1946. Le Nord-Pas-de-Calais assure à lui seul 90 000 tonnes par jour malgré un rendement "sensiblement plus faible que dans d'autres bassins". Le même jour, Marius Patinaud, sous-secrétaire d’État au travail, déclare que "cinq mille mineurs polonais sont en instance de rapatriement" mais que "plusieurs milliers de Nord-Africains vont arriver" et vante la création de l'office national de l'immigration, assujetti à un contrôle politique très sévère, pour une main-d'œuvre qui bénéficiera "de la même rémunération que les travailleurs français". Dans Le Monde, Maurice Vassar souligne que les travailleurs étrangers doivent être "assurés d'une parité absolue de salaires, d'allocations et d'assurances de toute espèce avec l'ouvrier français" et Jacques Fauvet estime que la France doit pouvoir accueillir deux millions d'immigrés en dix ans car elle menacée de voir émigrer la moitié des mineurs polonais du Nord, en estimant que "s'ils étaient devenus français" la situation serait plus facile. Les prisonniers de guerre, souvent Allemands et Hongrois, sont 18.000 dans les houillères du Nord et du Pas-de-Calais, dont 14.000 au fond et 2.000 inaptes, observe un reportage le 17 septembre 1945 dans Le Monde.
"Qui peut donner sa vie peut donner son travail" et "nous avons gagné la bataille de la libération. Nous gagnerons la bataille de la production", déclare début mars 1946 Thorez aux mineurs à Auby (Nord), en soulignant que leurs efforts qui ont déjà permis "relèvement de la production charbonnière tel qu'on n'en a vu nulle part, sauf en URSS" et en vantant les méthodes de travail du "couloir oscillant" et de la "longue taille" auparavant combattues par la CGT.
Une dépêche de United Press International du 26 mars 1946 révèle peu après que l'Allemagne occidentale, face à l'insuffisance des stocks de nourriture et de charbon, ne pourra probablement plus livrer de houille et va vers une catastrophe économique car sa production industrielle risque de diminuer d'un tiers, la production en charbon de la Ruhr ayant diminué de 20 %, faute d'amélioration de l'alimentation destinée aux mineurs.

### Mai-juin 1946: nationalisation et statut du mineur
Préparée depuis des mois, la nationalisation de toutes les compagnies minières et le statut du mineur de fond en France entrent en vigueur en mai-juin 1946, exactement cinq ans après la grande grève patriotique de 1941.
C'est aussi près d'un an et demi après le discours annonçant les nationalisations, le 1er octobre 1944, par le Général de Gaulle, qui avait choisi Lille pour le prononcer.
Les actionnaires ont reçu 24 milliards de francs d'indemnisation. La nouvelle entreprise a 358 000 salariés et un président "politique" : le communiste Victorin Duguet. Neuf filiales gèrent les différents "bassins" et sept d'entre elles fusionneront en 1969 pour créer les "Houillères des bassins du centre et du Midi".
Le Nord-Pas-de-Calais pèse 60 % du charbon français, 40 % pour le Pas-de-Calais et 20 % pour le Nord. Dans cette région, Maurice Thorez place deux proches, le président Henri Thiébault, maire de Liévin et Léon Delfosse. Ce dernier, chargé du personnel et des œuvres sociales, deviendra adjoint du directeur Michel Duhameaux (1899-1980) qui fut inspecteur de la production industrielle à Lille sous l'Occupation. Il y a 3 autres adjoints. Jean Armanet, leader du SNIM-CGT (syndicat national des ingénieurs des mines) lui succédera dès 1946.
Auguste Lecoeur est critiqué pour cette nominations en février 1946, tandis que Léon Delfosse devient directeur adjoint,. Duhameaux, PDG, s'y étant opposé, Félix Gouin, président du gouvernement provisoire de la République française, proposa son arbitrage, et deux semaines après deux des trois directeurs proposés, Armanet et Delfosse, seront confirmés.
Léon Delfosse récupère le Château de la Napoule sur la côte d'Azur, et celui de Berck-sur-Mer, pour les vacances des ouvriers. Les Houillères transforment aussi en 1946 le château Mercier de Mazingarbe en une maternité.
Racheté par les Houillères en 1945, le château de Félix-Lambrecht a été transformé en centre de formation. Au sous-sol, une menuiserie appelée le club des loisirs animé par Gérard Buf, permettait aux mineurs de fabriquer leur propre mobilier.
Les ingénieurs reçoivent aussi congés payés, avancement, confirmation de leur autorité et de la hiérarchie des salaires.
Le statut du mineur de fond en France créé des garanties de rémunération, avec une majoration importante pour les plus exposés aux maladies et accidents professionnels, car ils travaillent au fond : 12 % de plus que la métallurgie parisienne pour les salariés au jour et 30 % pour ceux au fond, faisant des mineurs la corporation la mieux payée.
Le statut du mineur prévoit aussi la garantie d'emploi et rend obligatoire pour tous les mineurs « la gratuité du logement et du charbon », le départ en retraite à 55 ans, un jour par mois de plus que le congé légal mais aussi une « généreux calcul des congés avec souvent quatre semaines par an » et au moins 24 jours à partir de 10 ans d’ancienneté. La durée du travail est plafonnée à 38 heures 40 au fond et 40 h au jour. Le repos dominical est payé double si non récupéré et l'augmentation à l'ancienneté est rendue obligatoire.
Les règles de sécurité et leur application sont désormais l'apanage des délégués élus par les mineurs : leur avis n'est plus seulement consultatif. Les médecins du travail doivent être indépendants, via l'embauche de personnel qualifié : « la médecine au Carnet se transforme en médecine salariée » : jusque-là, « les patients mineurs n'étant pas les plus lucratifs, les examens étaient expédiés, les soins mal assurés ». Au même moment a lieu l'organisation de la Sécurité sociale minière en 1946, qui voit le nombre des médecins presque doublé.
La presse syndicale y voit un progrès considérable. La Tribune des mineurs, journal de la CGT, parle alors d'une « ère nouvelle » dès son numéro du 23 janvier, et que ces avancées permettent de justifier rétrospectivement le « discours historique de Waziers ».
La nationalisation « a entraîné de nombreuses améliorations des conditions de vie des familles des mineurs (…) les écoles des Houillères, d’enseignement catholique, deviennent alors publiques et laïques » selon Josiane Lorthios, présidente de l’association du Comité Historique de Mazingarbe. La montée en technicité favorisera les reconversions dans l'automobile une quinzaine d'années plus tard.
Ce statut du mineur de fond en France vise à rassurer les mineurs déçus du manque de réformes depuis 1945 mais arrive tard. Entre-temps, « dans le bassin minier, de nombreux militants communistes disparurent des cellules en cette année 1945 […] pour ne réapparaître qu’après le départ des ministres communistes du gouvernement et pendant les grandes grèves de 1947 », selon Auguste Lecœur,.
Le communiste Léon Delfosse, directeur chargé du personnel et de l’organisation sociale pour tous les bassins miniers avait promu l'accès aux vacances, avec des sites sur le Côte d'azur, le démantèlement des écoles privées remplacées par la création d'un CAP de mineur et d'un centre pour la rééducation des blessés à Oignies. Son éviction à la mi-novembre 1947 est à l'origine de la grève dans les mines.

### Fin 1946: le PCF isolé, le charbon allemand et américain manque
Dans ce débat, les aléas climatiques et sociaux vont mettre de l'huile sur le feu. La part française des charbons de la Ruhr est divisée par deux, tombant de 89.000 à 40 000 tonnes en novembre 1946, la production hydraulique est alors mise à forte contribution.
Début décembre, lors d’un meeting à Bruay-en-Artois pour la fête de la Sainte-Barbe, Maurice Thorez informe que la production est revenue à 104 000 tonnes le 30 novembre, pour demander aux mineurs « de ne pas relâcher leur magnifique effort » et surtout déplorer que le charbon de la Ruhr parvienne difficilement, tandis que la grève des mineurs américains anéantit les importations de charbon d'outre-Atlantique, risquant d'obliger la France à fermer certaines de ses usines.
Il y regrette aussi que les « dirigeants socialistes n'aient pas entendu les appels à l'union que leur adresse depuis de longues années » le PCF en renonçant à fonder la majorité de gauche qui existe à l'Assemblée nationale et en « faisant élire leur candidat à la présidence de l'Assemblée avec le MRP et la droite".

### Hiver 1946-1947: coupures de courant électrique
Mais le 22 décembre 1946, les mineurs se prononcent à 85 % contre le travail les dimanches 29 décembre et 5 janvier. Et en février 1947, une grève affecte la production de l'important bassin minier allemand westphalien, la principale source de charbon d'Europe continentale, ce qui contribue aux coupures de courant de l'hiver 1946-1947, qui ont marqué les mémoires. Ces coupures d'électricité sont d'autant plus choquantes et incompréhensibles que la bataille du charbon en France a généré un très gros effort et des résultats inespérés.
Au premier trimestre 1947, la production de charbon en France est le double de ce qu'elle était en 1944, sur tout le pays, et bien sûr dans le premier des bassins miniers, le Nord-Pas-de-Calais. L'effort de production en volume suppléé à une progression des rendements insuffisantes, l'indice de rendement étant supérieur de seulement un dixième à son niveau de 1944, tandis qu’une part important de ces charbons n’est pas assez calorique pour le premier usage, la production d’électricité.
Durant tout l’été 1947, les coupures de courant ont été fréquentes et l'électricité devient rationnée : 48 kilowatts pour qui cuisine à l’électricité, 3 fois moins qui a gaz et charbon. L'eau des barrages est alors au plus bas, alors que la bataille du charbon, principale source de l'électricité en 1947, n'a pas atteint tous ses objectifs. Au printemps 1947, les salariés d’EDF et GDF avaient mené plusieurs grèves victorieuses pour l’augmentation de leurs salaires : 8 % en 1946, 11 % en 1947.
Le 12 novembre, La Vie ouvrière, organe de la CGT, s'insurge contre « le scandale d’un gouvernement à la solde de Wall Street » qui selon ce journal syndical « prive la population de lumière par des coupures de courant quasi journalières », en observant que l'Allemagne, plus riche en charbon et contrôlée par les États-Unis, a réduit ses envois de 4 millions de kilowattheures par jour à 1,2 million et que le plan Marshall prévoit la construction de barrages en Suisse et en Italie, dont l'électricité serait conditionnée à la soumission française.

## Fin de la bataille et conséquences
La "Bataille du charbon" finit par buter sur des obstacles et difficultés politiques tels qu'elle est remplacée par les grèves de 1947 en France, d'abord dans d'autres secteurs au printemps et à l'été, puis chez les mineurs à la mi-novembre, et ensuite par la grève des mineurs de 1948.
Dès le 25 février 1946, trois mois après l’arrivée d'Ambroise Croizat au ministère du Travail, une loi avait imposé des majorations de 25 % du salaire horaire pour les heures supplémentaires de la 41e à la 48e heure, et de 50 % au-delà ce qui rend moins systématique le recours aux heures supplémentaires. Parallèlement dans les mines l'absentéisme v avoir tendance à reprendre: au début 1947, il est monté en moyenne à 17-19 %, selon L'Echo des Mines : un ouvrier sur six est absent chaque jour. Parfois un ouvrier sur 4. Chaque jour dans le bassin du Nord, 80 000 ouvriers sont absents, dont seulement 11 % de malades ou blessés".
Le « travail de la mine est assez dur pour que les " gueules noires " aient besoin, même dans l'intérêt de la production, de leur maigre repos. Nous ne sommes pas au pays du stakhanovisme, et nous souhaitons simplement que chacun, a son poste de travail, accomplisse avec conscience sa tâche quotidienne en songeant sans doute à son pays, mais aussi à lui-même, à sa famille, à son avenir, sans airs de bravoure, et sans trop compter sur les providences collectives », estime Rémy Roure, éditorialiste politique du Monde le 23 avril 1947, après un communiqué du syndicat des mineurs informant qu’il n’y aura plus de renonciation aux congés.
La question de l'épuration, qui n'avait pas été réglée, revient alors sur le devant de la scène. Du 7 au 10 juillet 1947, une grève touche six villes pour protester contre la réintégration de deux porions écartés pour collaboration, les femmes de mineurs menaçant de le promener nu en ville s'il persiste à vouloir retravailler. Lors d'un célèbre discours de Maurice Thorez à ce sujet à Waziers en juillet 1945, seuls les 4 ou 5 premiers rangs applaudissaient et au fond de la salle les militants faisaient semblant de ne pas entendre, alors qu'il s'agissait d'un public de cadres du parti, soigneusement sélectionnés.
De plus, dès l'hiver 1946-1947, la question indochinoise commence à être utilisée à l'intérieur du PCF pour contester sa participation au gouvernement, mais de façon minoritaire, et Maurice Thorez obtient en janvier 1947 la vice-présidence du conseil des ministres.
Plusieurs facteurs se sont conjugués ensuite : « exaspération devant la hausse des prix » et « problèmes de ravitaillement ». Dès la fondation du RPF en avril 1947 par le général Charles de Gaulle, se dessine la future défaite aux municipales d'octobre du PCF, qui malgré sa stabilité en voix, perd de nombreuses mairies, « à cause des alliances systématiques des socialistes avec les formations du centre et de la droite » « le plus souvent, la décision de la grève est prise à mains levées ».
Dans les mines, le conflit est fin novembre 1947 très tendu, avec des dizaines de sabotages dans toutes les régions mais « ce déchainement retombe, malgré tout rapidement, et au début du mois de décembre s'achève pour plusieurs raisons » : la population semble divisée, armée et CRS occupent le bassin du Nord et le PCF prend peur de certains débordements. Il hésite à s'engager dans ce qu'il considère comme une aventure, plusieurs dirigeants commençant à « prodiguer des conseils de modération ». Même si les sanctions sont moins nombreuses et moins sévères que lors de la grève des mineurs de 1948, il y a cent révocations, un demi-millier de déplacements, et un millier de suspensions.

## Arts et littérature
À l'automne 1945, Louis Aragon retient la "Bataille de la production" comme thème principal d'un poème qu'il publie, "Maurice Thorez et la France", et qui sera au centre d'un recueil d'essais baptisé "L'Homme communiste", qu'il fera paraitre le 8 octobre, prologue à la publication de "Les Communistes", le cinquième roman de son cycle du Monde réel. Le texte d'Aragon clamant avec une "assurance euphorique" que « sa présence à notre tête, c'est la certitude qu'il ne peut y avoir de Munich de la production ». Louis Aragon y désigne Maurice Thorez comme « un professeur d’énergie », un professeur "dont le peuple avait suivi, en se lançant dans la bataille de la production, la « leçon d’énergie nationale »". L'expression s'inspire d'un précédent, le "Roman de l'Énergie nationale", œuvre politique où Maurice Barrès, évoquait des épisodes alors très récents de l'histoire nationale, décliné en trois volumes successifs : Les Déracinés (1897), L'Appel au soldat (1900) et Leurs figures (1902). Figure de proue du nationalisme français, Maurice Barrès fut d'abord jusqu'en 1905 un écrivain engagé et antisémite puis évolua.
Au même moment, André Stil, 24 ans, étudiant lillois qui a grandi au pays minier, futur écrivain et rédacteur en chef de L'Humanité, rédige son premier texte de prose : « Le soleil, l’air, l’eau, les rêves et les dimanches entrent dans la bataille du charbon », pour saluer le discours de Waziers du 21 juillet 1945 dans lequel Maurice Thorez, numéro un du PCF, demande aux mineurs de travailler plus, suscitant l'incompréhension de résistants communistes opposés à ce que leur parti prône la journée de dix heures, et qui voudraient que soient d'abord écartés les ingénieurs des mines ayant collaboré pendant la guerre.
André Stil envoie ce texte à Louis Aragon, qui le fait publier dans la revue Europe de février 1946. Responsable pour le Nord de l'Union Nationale des Intellectuels née de la fédération en 1945 des différentes organisations catégorielles d’intellectuels (écrivains, médecins, musiciens, etc.), il a aussi invité Aragon à visiter sa région et l'écrivain accepte immédiatement, les 18 et 19 mars 1946 pour descendra au Puits de mine no 7 de Dourges-Dahomey, où avait commencé la grève patriotique des cent mille mineurs du Nord-Pas-de-Calais en mai-juin 1941, avec en projet le roman qu'il commencera à publier en mai 1949, Les Communistes. Finalement, aucun des fascicules de ce roman ne parlera de la grève de mai-juin 1941 mais le tome V, écrit début 1950 et paru en mai 1951 évoque la période précédente, l'année 1940, en mettant en scène un héros de la Résistance, le mineur Charles Debarge, sous un nom d'emprunt.

### Postérité
En janvier 1981, est organisée une rencontre-interview de trois témoins de la "bataille du charbon", avec Auguste Lecœur, Roger Pannequin et son ami de la Résistance André Pierrard,,. Son contenu est diffusé dans un livre qui ne sort qu'en 1986, cosigné par un ethnologue au CNRS, un réalisateur de films sur le bassin minier Nord-Pas-de-Calais et un professeur de philosophie à Douai, qui ne représente que "la partie la plus visible d'un immense fonds de documentation et d'interviews réunies par d'innombrables personnes".

### Filmographie
- La bataille du charbon, un film de Frédéric Brunnquell diffusé sur France 3 le 11 mai 2017 et le 9 mai 2018.

### Sources
- « Les grèves de 1947 et 1948 dans le Pas-de-Calais, déroulement, violence et maintien de l'ordre » par Philippe Roger, dans la Revue du Nord en 2011